# Wolfgang Kupke
Wolfgang Kupke (* 9. April 1952 in Aschersleben) ist ein deutscher Kirchenmusiker und Hochschullehrer.

## Leben
Kupke stammt aus einem musikalischen Elternhaus und erhielt früh eine Ausbildung an Klavier und Orgel, sodass er bereits mit 14 Jahren seine erste Organistenstelle antreten konnte. Er studierte von 1970 bis 1974 Kirchenmusik an der Evangelischen Hochschule für Kirchenmusik Halle (Saale), unter anderem bei Walter Bruhns, Wolfram Zöllner und Johannes Schäfer. Auch prägten ihn Volker Rohde und Helmuth Rilling. Das Studium schloss er mit dem A-Examen ab. Er erhielt eine Anstellung als Kantor an der Stiftskirche St. Cyriakus in Gernrode. 1983 wechselte er als Kirchenmusiker an die St.-Blasii-Kirche in Nordhausen. Hier war er bis 2000 tätig. Daneben entwickelte er eine umfangreiche Konzerttätigkeit als Dirigent, Organist und Pianist. 1987 initiierte er die Gründung des Mitteldeutschen Kammerorchesters mit.
Als Organist konzertierte er u. a. in der Berliner Hedwigs-Kathedrale, der Dresdner Hofkirche und im Dom zu Magdeburg. Gastspieltourneen führten ihn in viele Länder der Bundesrepublik, in die tschechische Republik und in die Niederlande.
Ferner wirke Kupke bei zahlreichen Rundfunk-, Schallplatten- und CD-Produktionen mit.
Kupke war 1994 für Bündnis 90/Die Grünen Mitglied der 10. Bundesversammlung.
Kupke hatte von 1998 bis 2000 das Amt des Landeskirchenmusikdirektors der Kirchenprovinz Sachsen inne und folgte 2000 einem Ruf auf die Professur für Dirigieren an die Evangelische Hochschule für Kirchenmusik Halle (Saale). Dort war er zugleich von 2000 bis zu seinem Wechsel in den Ruhestand 2017 Rektor. Auf Professur und Rektorenposten folgte ihm Peter Kopp.
Kupke hat daneben seit 2001 die Leitung des Landesjugendchores Sachsen-Anhalt inne und war von 2004 bis 2012 Präsident des Landesmusikrates Sachsen-Anhalt. Seit 2012 ist er außerdem Universitätsorganist der Martin-Luther-Universität Halle-Wittenberg.

## Ehrungen
- 1998: Ernennung zum Kirchenmusikdirektor[4]
- 2012: Verleihung des Bundesverdienstkreuzes am Bande[3]
- 2019: Verleihung des Verdienstordens des Landes Sachsen-Anhalt[6]